# Mordella chrysophora
Mordella chrysophora es una especie de coleóptero de la familia Mordellidae.

## Distribución geográfica
Habita en Nueva Gales del Sur (Australia).